# Leszek Drogosz
Leszek Melchior Drogosz (Kielce, 6 gennaio 1933 – 7 settembre 2012) è stato un pugile e attore polacco.

## Palmarès

### Olimpiadi
- 1 medaglia:
  - 1 bronzo (Roma 1960 nei pesi welter)

### Europei dilettanti
- 3 medaglie:
  - 3 ori (Varsavia 1953 nei pesi superleggeri; Berlino Ovest 1955 nei pesi superleggeri; Lucerna 1959 nei pesi welter)

## Filmografia parziale
- Bokser, regia di Julian Dziedzina (1967)
- Caccia alle mosche (Polowanie na muchy), regia di Andrzej Wajda (1969)
- Paesaggio dopo la battaglia (Krajobraz po bitwie), regia di Andrzej Wajda (1970)
- Martwa fala, regia di Stanislaw Lenartowicz (1971)